# نجيب فاضل
نجيب فاضل قيصاكورك (بالتركية: Necip Fazıl Kısakürek)‏ (26 مايو 1904, إسطنبول- 25 مايو 1983, إسطنبول) شاعر وكاتب ومفكِّر تركيّ وإسلاميّ.
ولد نجيب فاضل في إسطنبول عام 1904، لأسرة غنية، عمل والده في عدة مناصب قانونية في الدولة، وكان قاضيًا في منطقة كاديكوي في إسطنبول. أما أمّه فكانت مهاجرة من جزيرة كريت. وعني به جدّه حلمي أفندي، والذي كان رئيس محكمة في عهد السلطان عبد الحميد الثاني.. تأثر نجيب بجدّه ووتعلّم منه، فعلمه القراءة والكتابة والقرآن الكريم وهو في سن الخامسة.
في سنة 1912 سجّله جده في مدرسة فرنسية، وبعد فترة قصيرة انتقل إلى المعهد الأمريكي معهد روبرت وهو من أرقى المؤسسات التعليمية في إسطنبول في ذلك الحين. وانتهى المطاف بالولد المدلل إلى مدرسة تركية تدعى مدرسة أمين أفندي. وفي العام 1916، التحق نجيب بمدرسة الفنون البحرية الشاهانية، وكانت هذه الفترة مميزة في حياته، حيث بدأت توجهاته تتضح ومواهبه تتفتق، واكتسب لقب «الشاعر» أثناء دراسته في هذه المدرسة. كما أصدر فيها عددًا من المجلات التي كان يخطّها بيده مثل مجلة الفسيلة ومقالات الطالب.

## دراسته في جامعة إسطنبول
التحق نجيب فاضل بقسم الفلسفة في كلية الآداب في جامعة إسطنبول وتعرف هناك إلى عدد كبير من الأساتذة والطلاب، بينهم يعقوب قدري، الذي كان مشرفًا على «المجلة الجديدة» والذي نشر لنجيب العديد من أشعاره فيها. وتعرف كذلك إلى يحيى كمال وأحمد هاشم وخالدة أديب وغيرهم. وكانت أشعاره في تلك الفترة المبكرة ذات طابع صوفي..

## دراسته في باريس
أُعلن تأسيس الجمهورية التركية الجديدة عام 1923، وبعدها بعام ذهب نجيب فاضل في بعثة حكومية لمتابعة دراسته في باريس. وكان قبلها قد اجتاز امتحانًا دقيقًا أهله للحصول على هذه المنحة.
التحق بقسم الفلسفة في جامعة السوربون، وعاش حياة من الترف والغواية والجموح، ويصفها هو نفسه قائلًا:
ما أنا إلا متشرد على وجه البسيطة
ما أنا إلا متسكع فيها.

## التحول إلى التصوف
لم يكن تحول نجيب فاضل إلى التصوف مصادفة، ولا مجرد ردة فعل على حياة المجون التي عاشها في باكورة حياته. فعندما كان نجيب فاضل في المدرسة البحرية كان متأثرًا بالتراث الإسلامي التصوفي، وكان قد أهدى له أستاذه «إبراهيم عشقي» في ذلك الوقت كتابين مهمّين أثرّا في حياته، الأول بعنوان «ثمرات» لمؤلفه صاري عبد الله أفندي، والثاني بعنوان «ديوان نقشي»، وهما كتابان أثّرا في النزعة الصوفية عنده ورجع إليهما لاحقًا بعد تدينه وتوبته. ويقول نجيب فاضل إن الأستاذ عشقي هو أثر في جميع اتجاهاته الفكرية منها والعلمية، من الأدب إلى الفلسفة ومن الرياضيات إلى الفيزياء.
إلا أن نقطة التحول في حياة نجيب فاضل كانت عام 1934، عندما التقى بالشيخ عبد الحكيم الأرواسي والذي كان من شيوخ الطريقة النقشبندية في إسطنبول، ويقول نجيب فاضل عن هذا اللقاء:
«في عام 1934 كان لي لقاء مع شيخي ومرشدي الولي الكبير السيد عبد الحكيم أوراسي... وما إن دخلت عليه، وتأملت وجهه حتى أحسست بأن شيئا يهز أعماقي هزا، ولما سمعت كلامه تخيلته يمسك عصا سحرية يوجهني بها حيث يشاء... كنت أجلس بين يديه كما يجلس المريد بين يدي شيخه، وهي جلسة قال عنها أحد المتصوفة: ينبغي على المريد أن يكون بين يدي شيخه كالميت بن يدي من يغسله... لقد مسح الشيخ عن قلبي كل الأدران والحجب التي رانت عليه، ومن أجله كتبت كتابي (هو وأنا) في العام نفسه... وظلَّت صلتي به مدة تسع سنوات كنت خلالها دائم التردد عليه»
وبلغ به التأثر بالتوصف مبلغًا عظيمًا، إلى أن كتب عن أهل التصوف في ذلك الزمان كتابًا أسماه شهداء الإسلام في العصر الحديث ومنهم سعيد النورسي الملقب ببديع الزمان، والشيخ عبد الحكيم الأرواسي والشيخ أسعد أفندي وغيرهم من أعلام عصره.

## شعره وحياته الأدبية
نشر نجيب فاضل كتابَ شعره الأوَّلَ «بيت العنكبوت» في سنِّه الحادية عشرة. بعد ذلك اشتهر بكتاب شعره «الأرصفة» في 1928، وكتب بالحروف العثمانية، واشتهر بعد إصدار هذا الديوان بشاعر الأرصفة.
وعني نجيب فاضل بالسيرة الشعرية، وهو تقليد اقتبسه من شعراء العربية، وأصدر ديوانه الموسوم بديوان «لوحات من السيرة المقدسة» عام 1972، وصدرت الطبعة الثانية منه بعد عشر سنوات تقريبًا. ويتألف الديوان من 63 قصيدة تتحدث كل واحدة منها عن شخصية النبي محمد، وكان يكتب بروح صوفيه عرفانية عميقة. ومن هذه القصائد قصيدة الزمان، وهي قصيدة تتحدث عن السمات العامة للسيرة النبوية الشريفة:
حتى ذلك اليوم كان الزمان
بكرة ملفوفة
ثم فُكّتْ خيوطها،
النجوم في السماء سكرى
والأرض أغطش ليلها
غريبة ظلالها
الزمان بندول كله أسرار
متناقض الأطوار
حلزون لا أول له ولا آخر.
سيف هو أو مقص
قطع اليوم في لحظة
كل شيء في ذلك اليوم له أول وآخر
في ذلك اليوم الأصنام تحطمت
والبحيرات غارت
وفي كل شيء ظهرت علامات
كل الموجودات هلكت
والقفار على الماء تحسرت
والكائناتُ كلها انتظرت
شيء ما سيكون ما كنهه؟
الأرض ترسل الدعاء إشارة للسماء
بيت ما في مكة
أجل إنه الغاية
غاية الغايات.
وتتناول أشعاره العديد من الموضوعات الفلسفية العميقة، كقضية الوجود والهوية والمعرفة، ومن أهم هذه الأشعار قصيدة بعنوان «العذاب» قال فيها:
رحل عنا صدقٌ هو الخلود، وحل فينا كذب هو الفناء
فمن يحييكم ايتها الجثث، يا أموات الأحياء
ولو تعلق جبل «قاف» في العقل لما وزن شعرةً مثقالا
لكن شعرةً من عفريت هذا السؤال لا يطيقه العقل سؤالا
كتب نجيب فاضل ما يربو عن مائة كتاب، في السياسة والتاريخ والشعر، كما كتب عددًا من الروايات والمسرحيات والتي ترجم بعضها إلى العربية، مثل مسرحية «خلق إنسان» التي تتحدث عن الموت والخوف من النهاية.

## أعماله
في الشعر
1. بيت العنكبوت (1925)
2. الأرصفة (1928)
3. أنا وما بعد ذلك (1932)
4. القافلة الأبدية (1955)
5. الاضطراب (1962)
6. أشعاري (1969)
7. السلام (1973)

المسرحيات
1. البذرة (1935)
2. خلق إنسان (1938)
3. الهوية (1938)
4. حجر الصبر (1940)
5. سيدي الرئيس (1946)

الروايات
1. ما تكذب به المرأة (1980)
2. مذكراتي

بالإضافة إلى العديد من القصص القصيرة والكتب الفكرية. كما كتب فاضل في الصحافة طوال فترة حياته، وكان يكتب تحت العديد من الأسماء المستعارة، والتي بلغت 17 اسمًا مستعارًا.

## مجلة الشرق الكبير
في عام 1943 أصدر نجيب فاضل مجلة الشرق الكبير وهي مجلة رائدة ذات طابع إسلامي أخلاقي، نشر فيها العديد من مقالات بديع الزمان النورسي وكانت هذه المجلة في ذلك الوقت بمثابة ثحدٍّ لمبادئ الدولة التركية الفتية، فتعرضت للكثير من المضايقات، بل وتعرض نجيب فاضل للتهديد بفصله من أعماله وسجنه مرات عديدة، غير أنه لم يصغ للتهديدات التي وصلته وانتهى به المطاف إلى السجن عدة مرات، أطولها كان في سجن «طوب طاشي» حيث قضى هناك سنة ونصف.
وقد كان لكتابات نجيب فاضل وبديع الزمان النورسي في هذه المجلة في تلك الأوقات أثر كبير على جمهور واسع من القراء، خاصة الشباب، كما نشط نجيب فاضل في تلك الفترة في عقد الاجتماعات والندوات والمحاضرات في كافة أرجاء تركيا، والتقى به الرئيس التركي السابق، عبد الله غل عندما كان شابًّا عندما كان فاضل في إحدى تلك الجولات في مدينة قيصري وكان له أثر كبير عليه.

## وفاته
اعتزل نجيب فاضل الحياة العامة عام 1981، وتدهورت حالته الصحية في تلك الفترة التي قضاها بين كتبه وأشعاره وأصدقائه المقربين. وقد كتب شيئا من الشعر قبل وفاته عن الموت واقتراب الأجل يقول فيه:
أهذا ما يسمونه الموت؟
الموت شيء جميل، فهو إخبار من وراء الحجاب
فإن لم يكن جميلا أكان يموت نبي الأنام
وتوفي نجيب فاضل في 25 أيار 1983 ودفن في منطقة أيوب في إسطنبول.

## وصلات خارجية
- نجيب فاضل على موقع أرشيف الشارخ.
- نجيب فاضل على موقع الموسوعة البريطانية (الإنجليزية)
- نجيب فاضل على موقع ميوزك برينز (الإنجليزية)
- الموقع الرسمي لنجيب فاضل باللغة التركية
- المنقذ المرتقب
- تجليات السيرة النبوية في شعر نجيب فاضل